# 文茨维莱尔
文茨维莱尔（法語：Wentzwiller，法語發音：[vɛntswilɛʁ] ⓘ）是法国上莱茵省的一个市镇，属于米卢斯区。

## 地理
文茨维莱尔（47°33'1"N, 7°28'47"E）面积4.71 平方千米，位于法国大東部大區上莱茵省，该省份为法国东部内陆省份，是阿尔萨斯的一部分，今与下莱茵省组成了阿尔萨斯欧洲集体，其北临下莱茵省，西接孚日省，西南接贝尔福地区省，东侧沿莱茵河与德国相望，南与瑞士接壤。
与文茨维莱尔接壤的市镇（或旧市镇、城区）包括：阿滕什维莱尔、比什维莱尔、下阿根塔勒、福尔根斯堡、米谢尔巴克莱奥。
文茨维莱尔的时区为UTC+01:00、UTC+02:00（夏令时）。

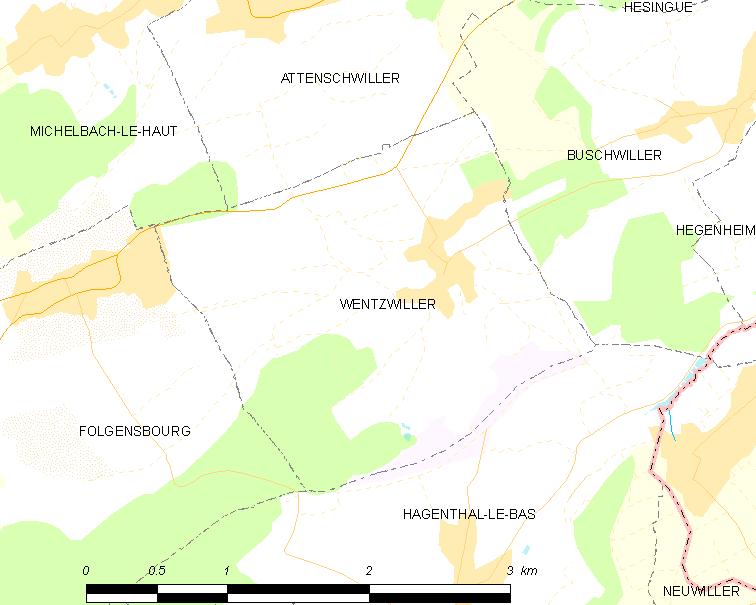
文茨维莱尔的OSM定位图

## 行政
文茨维莱尔的邮政编码为68220，INSEE市镇编码为68362。

## 政治
文茨维莱尔所属的省级选区为圣路易县。

## 人口

1962-2008年间文茨维莱尔人口变化图示

文茨维莱尔于2022年1月1日时的人口数量为781人。